# Spizixos
Genre
Spizixos est un genre de passereau de la famille des Pycnonotidae.

## Liste d'espèces
D'après la classification de référence du Congrès ornithologique international (ordre phylogénique) :
- Bulbul à gros bec - Spizixos canifrons Blyth, 1845
- Bulbul à semi-collier - Spizixos semitorques Swinhoe, 1861